# Matriu nilpotent
En àlgebra lineal, una matriu nilpotent és una matriu quadrada N tal que
{\displaystyle N^{k}=0\,}
per algun enter positiu k. Hom anomena grau de N el valor k més petit que compleix aquesta propietat.
Més generalment, una transformació nilpotent és una aplicació lineal L d'un espai vectorial tal que Lk = 0 per algun enter positiu k (i, per tant, Lj = 0 per qualsevol j ≥ k). Aquests dos conceptes són casos particulars d'un concepte més general de nilpotència vàlid pels elements d'un anell.

## Exemples
La matriu
{\displaystyle M={\begin{bmatrix}0&1\\0&0\end{bmatrix}}}
és nilpotent, ja que M² = 0. Més generalment, qualsevol matriu triangular amb zeros a la diagonal principal és nilpotent. Per exemple, la matriu
{\displaystyle N={\begin{bmatrix}0&2&1&6\\0&0&1&2\\0&0&0&3\\0&0&0&0\end{bmatrix}}}
és nilpotent, amb
{\displaystyle N^{2}={\begin{bmatrix}0&0&2&7\\0&0&0&3\\0&0&0&0\\0&0&0&0\end{bmatrix}};\ N^{3}={\begin{bmatrix}0&0&0&6\\0&0&0&0\\0&0&0&0\\0&0&0&0\end{bmatrix}};\ N^{4}={\begin{bmatrix}0&0&0&0\\0&0&0&0\\0&0&0&0\\0&0&0&0\end{bmatrix}}.}
Encara que els exemples que hem vist tenen un gran nombre d'entrades nul·les, en general no té per què ser així. Per exemple, les matrius
{\displaystyle {\begin{bmatrix}6&-9\\4&-6\end{bmatrix}}\qquad {\text{i}}\qquad {\begin{bmatrix}5&-3&2\\15&-9&6\\10&-6&4\end{bmatrix}}}
si s'eleven al quadrat obtenim la matriu nul·la, tot i que cap d'elles té cap entrada nul·la.

## Caracterització
Per qualsevol matriu quadrada N de dimensió n × n a entrades reals (o complexos), les següents afirmacions són equivalents:
1. N és nilpotent.
2. El polinomi mínim de N és λk per algun enter positiu k ≤ n.
3. El polinomi característic de N és λn.
4. L'únic valor propi (complex) de N és 0.
5. tr (Nk) = 0 per qualsevol k > 0.

L'últim teorema és cert per matrius sobre qualsevol cos de característica 0 o de característica prou gran. (cf. Identitats de Newton)
Aquest teorema té diverses conseqüències, entre d'altres:
- El grau d'una matriu nilpotent de dimensió n × n és sempre menor o igual a n. Per exemple, qualsevol matriu nilpotent 2 × 2 multiplicada per ella mateixa dona la matriu nul·la.
- El determinant i la traça d'una matriu nilpotent són sempre zero.
- L'única matriu nilpotent diagonalitzable és la matriu nul·la.

## Classificació
Considerem la matriu de decalatge n × n:
{\displaystyle S={\begin{bmatrix}0&1&0&\ldots &0\\0&0&1&\ldots &0\\\vdots &\vdots &\vdots &\ddots &\vdots \\0&0&0&\ldots &1\\0&0&0&\ldots &0\end{bmatrix}}.}
Aquesta matriu té uns a la diagonal superior i zeros altrament. Com a aplicació lineal, la matriu de decalatge "mou" els components d'un vector un lloc cap a l'esquerra:
{\displaystyle S(x_{1},x_{2},\ldots ,x_{n})=(x_{2},\ldots ,x_{n},0).}
Aquesta matriu és nilpotent amb grau n, i és la matriu nilpotent "canònica".
Si N és una matriu nilpotent qualsevol, aleshores N és semblant a una matriu diagonal per blocs de la forma
{\displaystyle {\begin{bmatrix}S_{1}&0&\ldots &0\\0&S_{2}&\ldots &0\\\vdots &\vdots &\ddots &\vdots \\0&0&\ldots &S_{r}\end{bmatrix}}}
on cadascun dels blocs S1, S₂, ..., Sr és una matriu de decalatge (eventualment de dimensions diferents). Aquest teorema és un cas especial de la forma canònica de Jordan per matrius.
Per exemple, qualsevol matriu nilpotent 2 × 2 no-nul·la és semblant a la matriu
{\displaystyle {\begin{bmatrix}0&1\\0&0\end{bmatrix}}.}
És a dir, si N és una matriu nilpotent 2 × 2 no-nul·la, aleshores existeix una base b1, b₂ tal que Nb1 = 0 i Nb₂ = b1.
Aquest teorema de classificació és vàlid per matrius sobre qualsevol cos. (No és necessari que el cos sigui algebraicament tancat.)

## Torre de subespais
Una transformació nilpotent L sobre ℝn determina de manera natural una torre de subespais
{\displaystyle \{0\}\subset \ker L\subset \ker L^{2}\subset \ldots \subset \ker L^{q-1}\subset \ker L^{q}=\mathbb {R} ^{n}}
i una signatura
{\displaystyle 0=n_{0}<n_{1}<n_{2}<\ldots <n_{q-1}<n_{q}=n,\qquad n_{i}=\dim \ker L^{i}.}
La signatura caracteritza L llevat d'una aplicació lineal invertible. Addicionalment, satisfà les desigualtats
{\displaystyle n_{j+1}-n_{j}\leq n_{j}-n_{j-1},\qquad {\mbox{per tot }}j=1,\ldots ,q-1.}
Recíprocament, qualsevol seqüència de nombres naturals que satisfan aquestes desigualtats és la signatura d'una transformació nilpotent.

## Propietats addicionals
- Si N és nilpotent, aleshores I + N és invertible, on I és la matriu identitat de dimensió n × n. La inversa es calcula observant que

{\displaystyle (I+N)^{-1}=I-N+N^{2}-N^{3}+\cdots ,}
on només un nombre finit de termes són no-nuls.
- Si N és nilpotent, llavors

{\displaystyle \det(I+N)=1,\!\,}
on I denota la matriu identitat de dimensió n × n. Recíprocament, si A és una matriu i
{\displaystyle \det(I+tA)=1\!\,}
per tots els valors de t, llavors A és nilpotent.
- Qualsevol matriu singular pot ser escrita com a producte de matrius nilpotents.[1]

## Generalitzations
Un operador lineal T és localment nilpotent si, per tot vector v, existeix un k tal que
{\displaystyle T^{k}(v)=0.\!\,}
Per operadors en un espai vectorial de dimensió finita, la nilpotència local és equivalent a la nilpotència.